# Pulaski (Tennessee)
Pulaski – miasto w hrabstwie Giles w stanie Tennessee, w Stanach Zjednoczonych. Według spisu ludności z 2000 roku miejscowość liczyła 7871 mieszkańców. Jest siedzibą władz hrabstwa. Pulaski jest znane jako miejsce narodzin Ku Klux Klanu, aczkolwiek miasto potępiło tę rasistowską organizację. Zostało nazwane na cześć Kazimierza Pułaskiego, bohatera wojny o niepodległość Stanów Zjednoczonych.

## Geografia
Według danych United States Census Bureau miasto obejmuje obszar 17,0 km², wyłącznie powierzchni lądowej.

## Demografia
Według spisu powszechnego na rok 2000 miejscowość zamieszkiwało 7871 osób w 3455 gospodarstwach domowych i 2038 rodzinach. Gęstość zaludnienia wynosiła 464/km². Znajdowało się tu 3888 budynków mieszkalnych.
Pod względem rasowym, miejscowość zamieszkiwało 70,4% osób rasy białej, 27,06% rasy czarnej, 0,24% Indian, 0,85% Azjatów 0,16% przedstawicieli innych ras i 1,45% przedstawicieli ras mieszanych. Latynosi stanowili 1,11% populacji.
Spośród 3455 gospodarstw domowych 26% miało dzieci w wieku poniżej 18 lat, 37,7% stanowiło małżeństwa żyjące razem, 18,2% było bez ojca, a 41% nie stanowiło rodzin. 37,5% gospodarstw było prowadzone przez osoby samotne, z czego 17,6% było w wieku 65 lat lub więcej.

## Historia
W okolicach przyszłego Pulaski dochodziło do licznych potyczek w czasie wojny o niepodległość.
W roku 1865 Pulaski zapisało się w historii jako miejsce narodzin Ku Klux Klanu, organizacji powszechnie zwanej KKK. Po zakończeniu amerykańskiej wojny secesyjnej grupa byłych żołnierzy armii konfederackiej postanowiła założyć klub, który miałby im dostarczać rozrywki. Założyciele: John Lester, James Crowe, John Kennedy, Calvin Jones, Richard Reed i Frank McCord, spotkali się w biurze miejscowego sędziego w Pulaski, celem dokonania rejestracji. W założeniach klub miał być odpowiednikiem korporacji studenckich tamtych czasów. Jego członkowie mieli nosić dziwaczne kostiumy i zabawiać się kosztem niespodziewających się niczego obywateli. By stworzyć aurę tajemniczości wymyślili niezwykłą nazwę Ku Klux Klan.
KKK przekształcił się później w niebezpieczną rasistowską, paramilitarną organizację białych, ale w chwili założenia w Pulaski był jedynie próbą rozerwania się znudzonych konfederackich weteranów.
Budynek KKK do dzisiaj stoi przy jednej z ulic miasta i nawet posiada tablicę informującą o założeniu klubu, jakkolwiek po odwróceniu jej „twarzą” do ściany treść stała się nieczytelna.